# 에미 뇌터
아말리에 에미 뇌터(독일어: Amalie Emmy Noether, 1882년 3월 23일 ~ 1935년 4월 14일)는 독일 출신의 수학자이다.:165 주로 대수학을 연구하여 많은 업적이 있다. 뇌터환, 라스커-뇌터 정리가 대표적인 업적이다. 수리물리학에서는 물리학 전반에서 중요한 뇌터 정리를 발표했다.

## 생애
에미 뇌터는 독일 바이에른주 에를랑겐의 유대인 가정에서 태어났다. 그녀의 아버지인 막스 뇌터 또한 수학자로 에를랑겐 뉘른베르크 대학교의 우수한 교수였다. 그녀의 남동생은 프리츠 뇌터였다.:165,290
뇌터는 어린 시절 특별히 수학적인 재능을 보이지는 않았다. 10대 때의 그녀는 음악과 춤에 많은 관심을 보였다.
에를랑겐 뉘른베르크 대학교는 여성이 등록하는 것을 허용하지 않았지만, 뇌터는 특별히 수업을 들을 수 있었다. 결국 1904년, 에를랑겐 뉘른베르크 대학교가 여성의 등록을 허용하자, 뇌터는 즉시 수학과 학생으로 등록되었다. 그녀는 1907년 파울 고르단의 아래에서 박사학위를 받았고, 뇌터는 논문으로 인하여 명성을 쌓기 시작했다.
뇌터는 1915년 독일의 괴팅겐으로 이사하였지만, 괴팅겐 대학교는 뇌터가 강의하는 것을 허용하지 않았다. 뇌터의 친밀한 동료였던 다비트 힐베르트는 뇌터의 이름 대신 그의 이름으로 된 강의를 뇌터가 맡을 수 있도록 배려해주었고, 그런 강의들을 선전해주기까지 하였다. 이 때문에 대학 내에서는 논쟁이 생겼는데, 여성이 교수직을 맡는 것을 탐탁지 않게 생각하고 있던 사람들은 병사들이 귀환하였을 때 여교수 아래서 강의를 듣게 되었다는 처지를 깨달았을 때 어떻게 생각하겠냐고 물으며 뇌터를 공격했다. 또한, 교수로서의 임용은 대학 평의원회에서의 투표권을 부여받는 것을 의미하였다. 이에 대해 다비트 힐베르트는 "교수 후보자의 성별이 그녀의 교수 자격을 허가하는데 상관이 있다고 생각하지 않는다. 어쨌든 간에, 대학 평의원회는 대중 목욕탕이 아니다" 라고 항변하였고, 결국 1919년 그녀는 교수직에 임명되었다. 에드문트 란다우는 뇌터를 "[유명한 수학자] 막스 뇌터의 딸"이라고 소개하는 대신, "막스 뇌터가 에미 뇌터의 아버지이다"라고 소개하였다.
독일에 나치 정권이 들어서자, 유대인이었던 뇌터는 나치 인종차별법에 의하여 학부 강의를 맡는 것이 금지되었다. 뇌터는 1933년 독일에서 탈출하여 미국에서 브린마 칼리지의 교수가 되었다. 뇌터는 1935년 4월 14일에 명백하지 않은 정황 속에서 사망하였다. 뇌터의 의사는 수술을 권고하였고, 그녀는 아무에게도 이야기하지 않은 채로 브린 마르의 대학 휴일에 수술 일정을 잡았는데, 수술 중 또는 직후 사망하였다고 한다. 뇌터는 평생 미혼이었고, 미국에는 그녀의 친척이 아무도 없었다. 뇌터는 브린 마르 대학의 캠퍼스에 위치한 토마스 그레이트 홀의 안뜰에 묻혔다.
그의 남동생인 독일 수학자 프리츠 뇌터는 1934년에 나치 치하의 독일에서 소련으로 탈출했다. 프리츠 뇌터는 1941년 10월 10일, 소련의 도시인 오룔에서 반-소비에트 선전 활동을 했다는 죄로 총살당하였다.

## 업적
- 가환대수학의 라스커-뇌터 정리는 아이디얼을 으뜸 아이디얼로 분해하는 주요 결과이다.
- 모든 아이디얼들이 유한히 생성되는 환을 뇌터 환이라고 한다.
- 에밀 아르틴과 헬무트 하세에 따르면, 뇌터는 중심 단순 대수의 이론을 정립하였다고 한다.
- 대칭성과 보존 법칙 사이의 일대일 대응관계를 나타낸 뇌터 정리는 수리 물리학에서 한 업적이다. 이 정리가 물리학에 끼치는 영향은 지대하다. 아인슈타인은 그녀를 "현재 살아있는 가장 유능한 수학자들의 평가로는, 여성의 고등 교육이 시작된 이래, 가장 주목할 만한 창조적인 수학 천재"라고 묘사하였다.[2]라고 하였다.

## 주요 논문
- Noether, Emmy (1921). “Idealtheorie in Ringbereichen”. 《Mathematische Annalen》 (독일어) 83 (1–2): 24–66. doi:10.1007/BF01464225. ISSN 0025-5831. JFM 48.0121.03. 2015년 7월 12일에 원본 문서에서 보존된 문서. 2015년 4월 16일에 확인함.
  - 〈환 속의 아이디얼 이론〉. 이 논문에서 뇌터는 아이디얼의 오름 사슬 조건을 분석하였다. 훗날 이 조건을 만족시키는 환들은 뇌터 환이라고 불리게 된다.
- Noether, Emmy (1927년 12월). “Abstrakter Aufbau der Idealtheorie in algebraischen Zahl- und Funktionenkörpern”. 《Mathematische Annalen》 (독일어) 96 (1): 26-61. doi:10.1007/BF01209152. ISSN 0025-5831. JFM 52.0130.01.[깨진 링크(과거 내용 찾기)]
  - 〈대수적 수체와 함수체에서의 아이디얼의 추상적 구조〉. 아이디얼의 유일 소인수 분해가 성립하는 가환환이 데데킨트 정역임을 증명하였다. 또한, 환의 동형 정리를 증명하였다.

## 참고 문헌
- Brewer, James W.; Martha K. Smith (eds.) (c1981). Emmy Noether : a tribute to her life and work. New York: Marcel Dekker. ISBN 0-8247-1550-0.
- Dick, Auguste (1981). Emmy Noether, 1882-1935, H. I. Blocher (trans.), Boston: Birkhäuser. ISBN 3-7643-3019-8.
- Kimberling, Clark (1972). “Emmy Noether”. 《American Mathematical Monthly》 (영어) 79: 136–149.
  - Kimberling, Clark (1972). “Addendum”. 《American Mathematical Monthly》 (영어) 79: 755.
- O’Connor, John J.; Robertson, Edmund F. (1997년 1월). “Emmy Amalie Noether”. 《MacTutor History of Mathematics Archive》 (영어). 세인트앤드루스 대학교.
- “Emmy Amalie Noether”. 《수학 계보 프로젝트》 (영어). 미국 수학회.